# Lijst van monarchen van Servië (moderne tijd)
Servië werd in 1815 door het Ottomaanse Rijk als semi-zelfstandig vorstendom erkend. Het werd in 1882 verheven tot koninkrijk en ging in 1918 op in het Koninkrijk der Serviërs, Kroaten en Slovenen (Joegoslavië). Op de troon wisselden de dynastieën Obrenović en Karađorđević elkaar af. Zie ook: Lijst van monarchen van Servië (middeleeuwen).

## Vorsten van Servië
- 1815-1839: Miloš Obrenović
- 1839: Milan III Obrenović
- 1839-1842: Michael III Obrenović

- 1842-1858: Alexander Karađorđević

- 1858-1860: Miloš Obrenović (opnieuw)
- 1860-1868: Michael III Obrenović (opnieuw)
- 1868-1882: Milan IV Obrenović

## Koningen van Servië
- 1882-1889: Milan IV Obrenović (als Milan I)
- 1889-1903: Alexander Obrenović

- 1903-1918: Peter I Karađorđević

## Koningen van Serven, Kroaten en Slovenen
- 1918-1921: Peter I Karađorđević
- 1921-1929: Alexander Karađorđević

## Koningen van Joegoslavië
- 1929-1934: Alexander I Karađorđević
- 1934-1945: Peter II Karađorđević